# Masahiko Ōta
Masahiko Ohta (太田雅彦 Ōta Masahiko?) es un director japonés de anime.

## Trabajos
- Yoake Mae yori Ruriiro na: Crescent Love (2006)
- Minami-ke (2007)
- Mitsudomoe (2010)
- YuruYuri (2011)
- Kotoura-san (2013)
- Love Lab (2013)
- Sabagebu! (2014)[1]
- Himouto! Umaru-chan (2015)
- Gabriel Dropout (2017)
- Uchi no Maid ga Uzasugiru! (2018)
- Watashi, Nōryoku wa Heikinchi de tte Itta yo ne! (2019)
- Onipan! (2022)
- Shikanoko Nokonoko Koshitantan (2024)
- Maō no Musume wa Yasashi Sugiru!! (2026)